# Can Vivolas
Can Vivolas és un edifici del municipi de Vilobí d'Onyar (Selva). La casa està situada al nucli més antic de la vila, al carrer de la Clau, que segueix la forma corba de l'antiga muralla. Forma part de l'Inventari del Patrimoni Arquitectònic de Catalunya.

## Descripció
És un edifici entre mitgeres, de dues plantes amb vessant a façana. Tot i que ha estat molt restaurada al segle xx, conserva la porta original amb impostes, avui convertida en finestra, i dues finestres a la primera planta. Una de les finestres té les impostes decorades amb botons de flors i una fina columneta central amb capitell esculpit amb motius vegetals, l'altre porta la data de 1804 i el nom LLORENS VIVOLAS. El parament de la planta baixa té un revestiment d'aplacat de pedra irregular i el de la segona és arrebossat i pintat de groc.